# Mount Hart
Mount Hart är ett berg i Antarktis. Det ligger i Östantarktis. Nya Zeeland gör anspråk på området. Toppen på Mount Hart är 3 000 meter över havet, eller 395 meter över den omgivande terrängen. Bredden vid basen är 4,6 km.
Terrängen runt Mount Hart är bergig österut, men västerut är den kuperad. Trakten är obefolkad. Det finns inga samhällen i närheten. 